# Der Holzhauer und Merkur

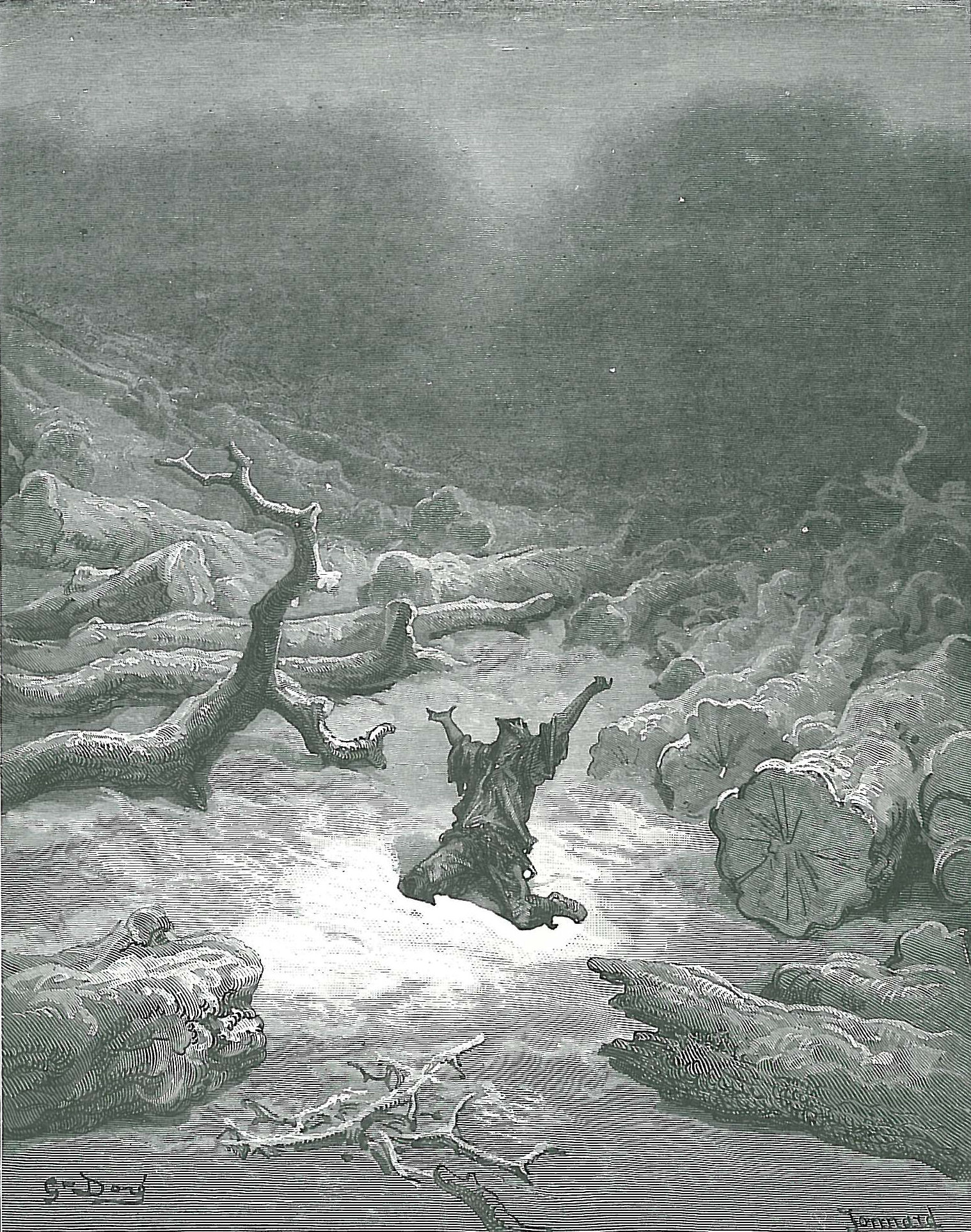
Le Bûcheron et Mercure

Der Holzhauer und Merkur (französisch: Le Bûcheron et Mercure) ist die erste Fabel im fünften Buch der Fabelsammlung des französischen Dichters Jean de La Fontaine.
Diese Fabel hatte er mit der Abkürzung A.M.L.C.D.B. (=a monsieur le chevalier de bouillion) dem Chevalier de Bouillon gewidmet, der zur Familie der Turenne gehörte.
Im Prolog der Fabel formuliert La Fontaine seine poetische Kunst und gibt den Lesern ein Bild von sich selbst, wie er seinen Lebensunterhalt im bescheidenen Posten eines Fabulisten verdient, der bekannte Geschichten über Tiere neu schreibt. Im Vergleich zu anderen Dichtern und Philosophen ist La Fontaine ein bescheidener Holzfäller. Seine Stärke aber ist, dass er sich wie dieser einfache rustikale Mensch selbst kennt und nicht den Ehrgeiz hat, aus seinem natürlichen Bereich herauszutreten: „Un auteur gâte tout quand il veut trop bien faire.“ (Ein Autor verdirbt alles, wenn er es zu gut machen will).
Ein Holzfäller, der seine Axt verlor und nach verzweifeltem Suchen nicht wiederfand, schickte Gebete an den Gott Jupiter, sie ihm zurückzubringen, weil er ohne sie seinen Lebensunterhalt nicht mehr verdienen könnte. Weil das Flehen des Unglücklichen kein Ende nahm, schickte Jupiter seinen Liebesboten Merkur, damit dieser sich um das Anliegen des Holzhauers kümmerte.
Merkur wollte die Ehrlichkeit des Mannes auf die Probe stellen. Er behauptete, auf dem Weg eine Axt gefunden zu haben und zeigte dem Holzfäller eine goldene Axt, mit der Frage, ob es die verlorene sei. Der ehrliche Waldbauer verneinte die Frage und wünschte seine einfache Axt zurückzubekommen. Dann bot ihm Merkur eine silberne Axt an, doch auch diese wies der Mann ab. Beim dritten Mal zeigte er ihm eine Axt mit hölzernem Stiel, welche der Holzhauer freudig als sein verlorenes Eigentum erkennt. Daraufhin belohnte Merkur die Ehrlichkeit des Mannes, indem er ihm alle drei Äxte schenkte. Dieses Ereignis sprach sich bald herum, und viele meldeten daraufhin ihre Äxte bei Jupiter als verloren an. Doch dieser ließ sich nicht überlisten und Merkur verpasste den Betrügern einen Satz Ohrfeigen, wenn sie glaubten, töricht zu sein, die goldenen Äxte abzulehnen.
Die Moral der Fabel ist die gleiche wie in La Fontaines Fabel von der Lerche mit ihren Jungen und dem Gutsbesitzer: Verlasse dich nur auf dich selbst, erwarte nicht zu bekommen, was dir nicht gehört.